# Volkswagen ID. Buzz Concept
L'ID. Buzz Concept est un concept car électrique du constructeur automobile allemand Volkswagen dévoilé au salon de Détroit 2017. Il s'agit du troisième concept électrique de la future gamme électrique ID. de Volkswagen, et préfigure le modèle de série produit à partir de 2022.

## Présentation
Le 16 mai 2017, lors d'une conférence de la présentation de la nouvelle Polo VI, Herbert Diess annonce que le futur modèle de série préfiguré par le concept ID. Buzz sera produit à partir de 2022 et il aura droit à plusieurs variantes comme le tout premier Combi de 1950. Et c'est lui qui remplacera le Volkswagen Sharan qui n'aura pas directement de descendance.
Le 12 février 2020, Johan de Nysschen, dirigeant de Volkswagen USA, confirme la production de l'ID. Buzz en 2022 et sa présentation lors de la Coupe du monde de football de 2022 au Qatar.
Dans un tweet du 27 avril 2022, Volkswagen montre l'image d'une version pick-up de l'ID. Buzz Concept. Toutefois, la marque allemande parle d'un « brouillon » réalisé lors de la conception du modèle de série.

### Caractéristiques techniques
Il repose sur la plateforme modulaire MEB dédiée aux véhicules électriques et préfigure le futur de l'automobile du constructeur allemand. Des minces optiques à LED courent sur la proue, des caméras remplacent les rétroviseurs et l'éclairage lumineux s'étend de la calandre aux feux arrière. Animé par deux moteurs électriques, il peut accueillir jusqu'à 8 passagers dans un intérieur entièrement configurable, qui peuvent toutes se faire face et s'asseoir autour d'une table qui se déplace dans l'habitacle sur un rail.

## ID. Buzz Cargo
En septembre 2018, Volkswagen dévoile au salon du véhicule utilitaire à Hanovre la version utilitaire et tôlée du concept-car ID. Buzz, le ID. Buzz Cargo.
Il dispose d'un électromoteur placé sur l'essieu arrière d'une puissance de 201 ch alimenté par une batterie d'une capacité comprise entre 48 et 111 kWh lui offrant une autonomie de 320 à 540 km, tout en affirmant qu'en se branchant sur un chargeur rapide à courant continu, on peut atteindre 80 % en seulement une demi-heure.